# Преследование российских протестантов в Российской империи
Эта статья посвящена религиозным преследованиям верующих из евангелических (евангельских) протестантских церквей (из числа представителей коренного населения) в Российской империи в конце XIX — начале XX веков. Статья охватывает период с момента появления первых русскоязычных евангельских общин (1860-е годы) до Февральской революции 1917 года.
Преследования осуществлялись с использованием государственно-полицейского аппарата при активном участии представителей Русской православной церкви. В преследованиях также принимала участие часть населения, особенно в крестьянской среде. В то же время часть общества сочувствовала преследуемым и пассивно или активно сопротивлялась этой политике.
Быстрый рост евангельского движения и попытки его искоренения государством стали заметным явлением социально-политической жизни страны.

## Причины
Хотя на протяжении столетий Российское государство развивалось как поликонфессиональное, статус православия, как государственной религии, был закреплён в Своде законов Российской империи и Уложении о наказаниях уголовных и исправительных.
Внеисповедное состояние не признавалось. При этом отношение к остальным религиям было неодинаковым. По количеству прав и льгот, с одной стороны, и ограничений — с другой, религии можно было разделить на две группы: «терпимые» и «нетерпимые». К первым относились католическая, протестантская (лютеранская, англиканская), армяно-григорианская и армяно-католическая церкви. Далее следовали общины евреев-караимов, магометан-суннитов и шиитов, евреев-талмудистов, буддистов-ламаистов, а также родоплеменные культы.
В то же время существовали конфессии, считавшиеся оппозиционными православной церкви, а потому непризнаваемые, незаконные и «нетерпимые». Это старообрядчество и «сектантство», в том числе евангелическо-протестантское (штундисты, баптисты, пашковцы). Именно они последовательно жёстко преследовались государством и РПЦ.
Преследования протестантов-евангеликов были вызваны их активным миссионерством (вытекающим из вероучения) и быстрым численным ростом. Росло количество общин, росла их численность, расширялась география распространения. Например, если в 1884 году баптисты имелись в 95 пунктах Херсонской губернии, то к 1891 году — уже в 167 селениях. На грани 1880—1890-х годов баптистские общины и группы имелись уже в 30 губерниях Российской империи. РПЦ «оказывалась бессильной не только приостановить, но хотя бы локализовать натиск баптистской миссии», — отмечал А. И. Клибанов.
«Православные миссионеры рано почувствовали мерную поступь и тяжёлую руку баптизма, который по своей строгой организации, разработанности догматики и нравственной программы, по вековому опыту миссионерства, заметно выделялся на фоне сект, возникших на базе православия, — писал Л. Н. Митрохин. — Так, уже на Втором миссионерском съезде (1891) было заявлено, что «со временем господствующей формой русского сектантства будет штундобаптизм».
Ещё одной причиной (тесно связанной с первой) называется активное распространение баптистами и штундистами Библий, что вело к сознательному оттоку верующих из православия. По мнению советско-немецкого историка религии и богослова, директора Института теологии и истории Боннской библейской семинарии Йоханнеса Дика, перевод Нового Завета на народный русский язык привёл к массовому изучению Священного Писания и дальнейшему конфликту за обретение истины. Читая, люди начали сопоставлять содержание с церковной действительностью. Интуитивно интерпретируя тексты (тем более, что РПЦ не озаботилась изданием комментариев к Новому Завету) читающие приходили к выводу, что в Церкви должно быть «всё как в Писании». Однако выстраивание церковной жизни «только по Писанию», игнорируя Св. Предание, привело бы к радикальному упрощению обрядов или их полной отмене, на что РПЦ не могла пойти. Это повело к преследованиям штундистов.

## Исторический контекст
Преследование протестантов проходило на фоне роста антиклерикальных настроений в обществе, особенно усилившихся в канун революции 1905 года. В этот период либерально-демократическая часть общества боролась за достижение элементарных гражданских прав, поэтому противостояние религиозным преследованием вписывалось в этот общий политический процесс. Как отмечает Л. Н. Митрохин, по мере нарастания гонений, «лозунг веротерпимости всё громче провозглашали не только ревнители „апостольского христианства“, но и известные публицисты, либералы, крупнейшие учёные, фрондирующие сановники, ворочавшие миллионами купцы и промышленники». Таким образом, проблема «раскольников» из внутрицерковной превращалась в социальную, становилась предметом политических страстей и размышлений о будущем России.
Длительное время главным вдохновителем, инициатором и распорядителем гонений выступал К. П. Победоносцев, служивший обер-прокурором Святейшего Синода РПЦ в 1880—1905 годах, при царях Александре II, Александре III и Николае II. В период правления Победоносцева преследования особенно усилились (ряд евангелистских и светских источников использует термин `"победоносцевские гонения"). Победоносцев полагал, что допущение религиозного разномыслия в русском простонародье приведёт к катастрофическим последствиям, подорвёт национальное и политическое единство России. Люди, отпавшие от православия, просто не могли быть в его глазах до конца лояльными подданными российского государства, членами русского народа. Обер-прокурор отказывался признать, что в основе усиления протестантизма лежат глубокие причины, сводя всё к «невежеству» массы верующих и «своекорыстию» вожаков.
Свою задачу Победоносцев видел в укреплении и распространении православия, а также в единении православия, государства и народа. При такой позиции другие религии, и особенно, «сектанты» не могли рассчитывать на либерализацию. Подстёгивая борьбу с инаковерием, Победоносцев оказывал давление на губернаторов, Сенат и отдельных сенаторов, судебные власти и прокуроров, предписывая последним расширительно толковать законодательство.
Однако в задачи светской власти не входила борьба за «духовную чистоту». «Никакого преступления эти штундисты не сделали — живут они тихо, платят подати и потому пусть остаются», — написал один из губернаторов в ответ на требование о выселении штундистов. Пытаясь преодолеть пассивность светской власти, Победоносцев втягивался в бесконечные межведомственные войны и допускал нарушения начал законности. «Фактически деятельность Победоносцева шла вразрез с реалиями, сложившимися в пореформенной России (наличие независимого суда, относительно свободной прессы, достаточно тесные контакты с Западом и др.), и в силу этого была обречена на неудачу», - отмечал его биограф А. Ю. Полунов. Деятельность Победоносцева встретила сопротивление Сената, который кассировал ряд решений местных властей и судебных приговоров против баптистов, а также настаивал на точном соблюдении законодательства.
В 1905—1906 годы в России были приняты законодательные акты, провозглашавшие веротерпимость, что смягчило положение баптистов и евангельских христиан, однако в годы Первой мировой войны преследования со стороны государственной власти возобновились и прекратились только после Февральской революции 1917 года.

## Роль РПЦ
Биограф Победносцева А. Ю. Полунов отмечает, что обер-прокурор, помимо репрессий, надеялся и на просветительские меры в борьбе с инаковерием. Осуществление их было возложено на Русскую православную церковь. Однако эта политика на практике оказалась недееспособной. Сознавая, что они в любой момент могут обратиться к мерам государственного принуждения, представители церкви не особо утруждали себя духовно-назидательной деятельностью. Пассивность церковных властей вела к тому, что центр тяжести в борьбе с инаковерием всё более отчётливо смещался в сторону принудительно-репрессивных мер.
В то же время, как подчеркнул Л. Н. Митрохин, быстрое распространение баптизма в России «необычайно взволновало» православных иерархов. Они разглядели в этом нарастающую угрозу своему авторитету и благополучию. Неудивительно, что представители православной церкви развернули «ревностную кампанию» по борьбе с «нетерпимыми» и её идеологическому обеспечению.

### Пропаганда
Представителями РПЦ было выпущено значительное количество «антираскольничьих» и «антисектантских» книг и брошюр различной степени серьёзности: начиная от популярных брошюр с беседами, обличениями и увещеваниями и заканчивая солидными богословскими исследованиями.
«Сектоведческая» литература издавалась с целью борьбы с «сектантством», отсюда вытекала её задача — доказательство ложности «сектантства», а также настраивание против «сектантов» населения. В таких условиях литература неизбежно приобретала характер спекулятивных построений, в которых реальный фактический материал использовался лишь в том объёме и в том виде, в котором укладывался в задачу обличительства. «Как бы мы ни представляли причины и сущность русского сектантства, в конце концов мы должны прийти к одному выводу, что грех, соблазн, является источником сект», — писал автор одной из таких работ.
Издавались миссионерские журналы. В. И. Ясевич-Бородаевская писала: «Духовные журналы <…> заполнялись всевозможными измышлениями на старообрядцев и сектантов и просто клеветой; всюду раздавался лишь призыв ко злобе и ненависти по отношению к старообрядцам и сектантам».

### Съезды
В практику вошло проведение всероссийских съездов антираскольничьих миссионеров. Они проводились в 1887, 1891, 1897 годах. На съездах православные миссионеры обсуждали оперативное состояние дел и собирали компромат на «совратителей».
В 1891 году съезд под председательством самого К. П. Победоносцева в своей резолюции высказал пожелание о том, чтобы «сектантам» запрещали менять место жительства, а их паспорта помечались таким образом, «чтобы их нигде не принимали ни на работу, ни на жительство, пока жизнь в России не станет для них невыносимою».

### Деятельность на местах
«Антираскольничья» и «антисектантская» деятельность представителей православия велась не только на съездах, но и на местах. С середины 1880-х в епархиях формировались миссионерские структуры, одной из главных задач которых была борьба с «сектантством», а с 1888 года повсеместно вводились должности епархиальных, окружных и уездных миссионеров.
Местные власти в сотрудничестве со служителями церкви прилагали усилия к тому, чтобы создать невыносимую обстановку для нормальной деятельности баптистов. Так, община штундистов села Комиссаровка Верхнеднепровского уезда Екатеринославской губернии (194 человека) в 1890 году под давлением миссионерского комитета и уездного исправника «вернулась» в православие, однако после опубликования в 1905 году Манифеста о веротерпимости, перешла в «духовный штундизм».

## Методы

### Ограничения в правах
В Своде законов Российской империи православная вера объявлялась первенствующей и господствующей. При этом принадлежность к православию определялась не фактическим исповеданием этой веры, а выписками из православных метрических книг. Закон запрещал православным вступать в брак с иноверцами (нехристианами) и накладывал ограничения на вступление в брак с инославными (представителями других христианских конфессий). Иноверцам запрещалось усыновлять православных, торговать иконами и другими предметами культа. В целом интересы православной церкви защищались более чем тысячей статей Свода.
В результате «сектанты» испытывали проблемы с определением гражданского состояния, регистрацией браков, погребений и рождений детей. Сектантов, как и самоубийц, зачастую отказывались хоронить на общих кладбищах. Молитвенные дома то разрешали строить, то запрещали, то разгоняли богослужебные собрания и в молитвенных и в частных домах.
Положение усугублялось тем, что нормальной практикой того времени были административные притеснения, основанные не на законе, а на благоусмотрении местного начальства. Например, в 1894 г. Победоносцев отмечал: «...принятыми в последнее время Киевским, Подольским и Волынским генерал-губернатором особыми мерами, состоящими... в запрещении молитвенных собраний последователей секты штунды, достигнуты весьма благоприятные последствия, а между тем такие распоряжения основывались исключительно на полномочиях, предоставленных... начальнику края положением об охранении государственного порядка и общественного спокойствия, и едва ли могут быть применяемы в тех местностях, на которые положение это не распространяется».

### Уголовное преследование
В Уложении о наказаниях уголовных и исправительных (фактически первом российскому уголовном кодексе) религиозным преступлениям уделялось достаточно внимания. Охрана религии и религиозных обществ жёстко дифференцировалась в зависимости от степени признания и покровительства государством.
Преступления против веры делились на чисто религиозные (богохульство, совращение в иную веру и прочие) и смешанные (святотатство, убийство священнослужителя, лжеприсяга и прочие). Во втором случае религиозный компонент являлся отягчающим обстоятельством. За богохульство и совращение полагались каторжные работы различных сроков (за совращение в другие христианские конфессии или раскол — ссылка). Имущество совращённых попадало под опеку, прерывалась их родительская власть (совращённые в нехристианство лишались прав состояния). Принадлежащие к еретическим «изуверским и фанатическим» сектам лишались прав состояния и ссылались в Сибирь. Уложение предусматривало также церковные наказания в качестве дополнительных (публичная епитимия, внушение).

### Принуждение лидеров к эмиграции
В 1884 году в Санкт-Петербурге были арестованы делегаты созванного В. А. Пашковым и М. М. Корфом съезда протестантских общин России, в котором участвовало около 100 человек. На шестой день всех участников арестовали и доставили в Петропавловскую крепость. После пристрастных допросов их обвинили в хранении нелегальной литературы и выслали из Петербурга.
От аристократов Пашкова и Корфа потребовали прекратить проповедническую деятельность, а после их отказа — в двухнедельный срок покинуть страну. Вскоре вышло распоряжение о прекращении деятельности «Общества поощрения духовно-нравственного чтения», организованного в 1876 году В. А. Пашковым. Общество занималось распространением Библии и другой духовной литературы.
В 1886 году, спасаясь от преследования, Россию покинул первый председатель Союза русских баптистов Иоганн Вилер, он умер в 1888 году в изгнании в городе Тульча вблизи российско-румынской границы.
- Алексей Павлович Бобринский
- Иоганн Вилер
- Василий Гурьевич Павлов
- Василий Александрович Пашков
- Иван Григорьевич Рябошапка

В 1894 году на 5 лет в Закавказье (Ереван) под надзор полиции был выслан один из пионеров штундизма И. Г. Рябошапка. По окончании срока он выехал в Болгарию, где вскоре и умер. В 1895 году эмигрировал В. Г. Павлов (будущий председатель Союза русских баптистов), отбыв перед этим две четырёхлетних ссылки (во второй ссылке он потерял жену и четверых детей). В. В. Иванова после тюрьмы в кандалах отправили в 5-летнюю ссылку в Польшу.